# مسجد شجاع الدوله
مسجد شجاع الدوله در اوایل دوره قاجار توسط شجاع الدوله مراغه ای بنا شد. این مسجد در مراغه، خیابان شهید حق نظر واقع شده و در تاریخ ۲ مرداد ۱۳۸۷ با شمارهٔ ثبت ۲۳۰۴۰ به‌عنوان یکی از آثار ملی ایران به ثبت رسیده است. حسینیه الحاقی به این مسجد در تاریخ ۹۸/۱۰/۲۸ بر اثر بارش برف فرو ریخت ولی خوشبختانه به خود مسجد آسیبی نرسید.